# The Kansan
The Kansan é um filme norte-americano de 1943, do gênero faroeste, dirigido por George Archainbaud e estrelado por Richard Dix e Jane Wyatt.
The Kansan é um enérgico pequeno faroeste, valorizado pela direção esperta de George Archainbaud e pela fotografia superior de Russell Harlan. E o elenco faz com que pareça mais caro do que foi na realidade.
A trilha sonora foi indicada ao Oscar.[carece de fontes?]

## Sinopse
John Bonniwell, após perseguir uma gangue de celerados, é eleito xerife de pequena cidade do Kansas. Quem o indica é Steve Barat, escroque cheio de sonhos de grandeza. Na verdade, Barat quer mesmo é que Bonniwell aja como seu capanga de luxo. Mas Bonniwell não é assim manipulável e, além disso, tem outros planos. Um deles é casar-se com a bela Eleanor Sager, desejada também por Jeff, o irmão bonzinho de Steve.

## Premiações
| Patrocinador                                  | Prêmio | Categoria                               | Situação                    |
| --------------------------------------------- | ------ | --------------------------------------- | --------------------------- |
| Academia de Artes e Ciências Cinematográficas | Oscar  | Melhor Trilha Sonora (Drama ou Comédia) | Indicado[carece de fontes?] |

## Elenco
| Ator/Atriz       | Personagem     |
| ---------------- | -------------- |
| Richard Dix      | John Bonniwell |
| Jane Wyatt       | Eleanor Sager  |
| Albert Dekker    | Steve Barat    |
| Eugene Pallette  | Tom Waggoner   |
| Victor Jory      | Jeff Barat     |
| Robert Armstrong | Malachy        |
| Beryl Wallace    | Soubrette      |
| Clem Bevans      | Guarda-Ponte   |
| Hobart Cavanaugh | Josh Hudkins   |
| Francis McDonald | Gil Hatton     |
| Willie Best      | Bones          |
| Douglas Fowley   | Ben Nash       |
| Rod Cameron      | Kelso          |
| Eddy Waller      | Ed Gilbert     |
| Ray Bennett      | Mensageiro     |

## Galeria

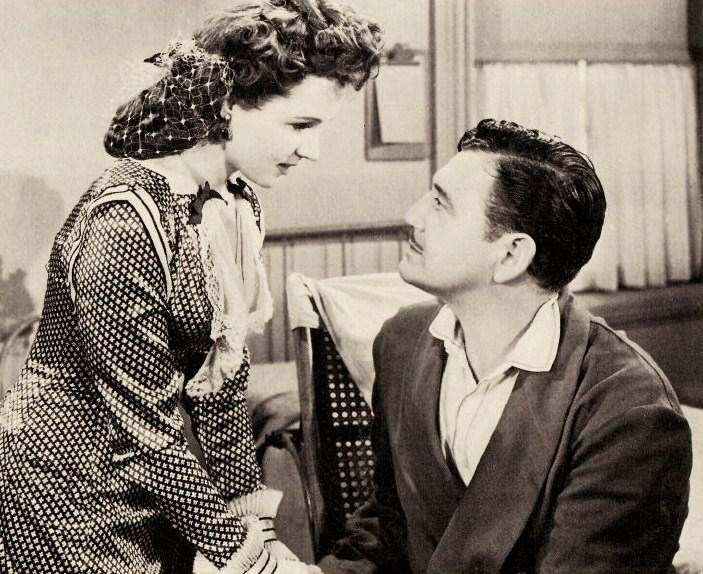
Jane Wyatt Richard Dix em cena do filme
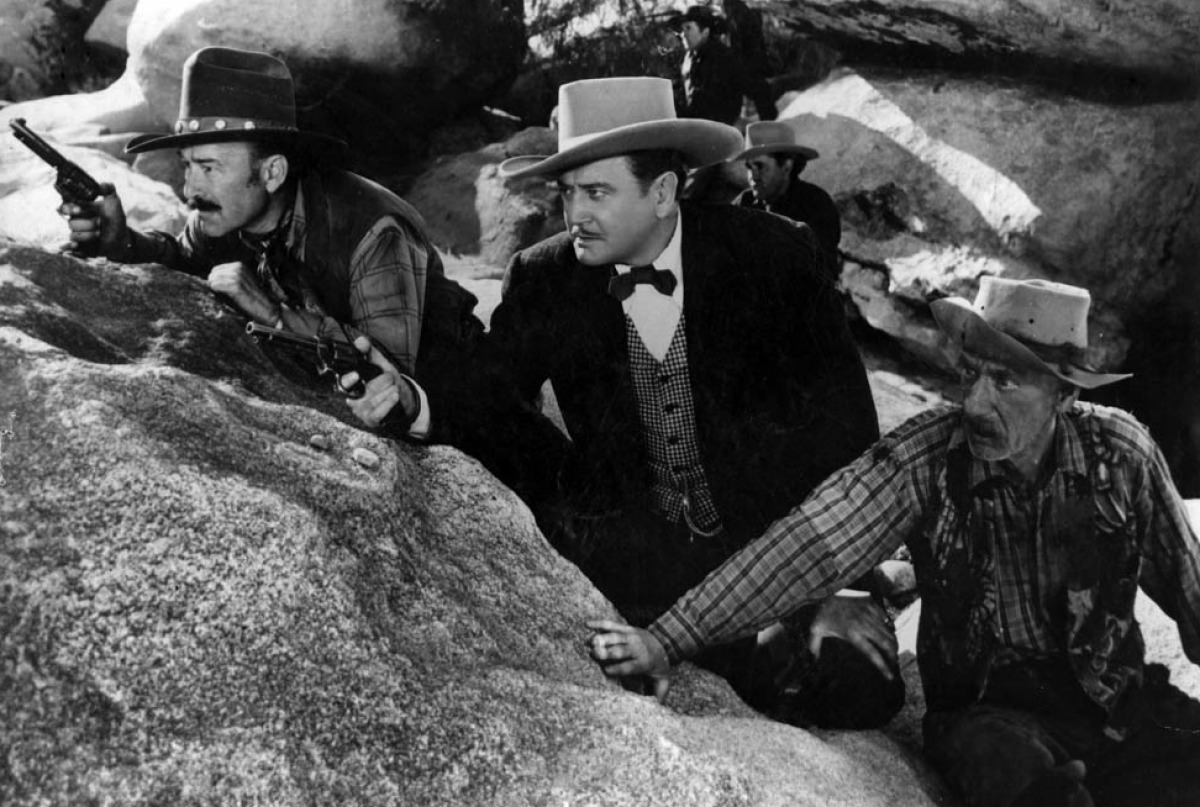
Robert Armstrong, Richard Dix e Clem Bevans em ação
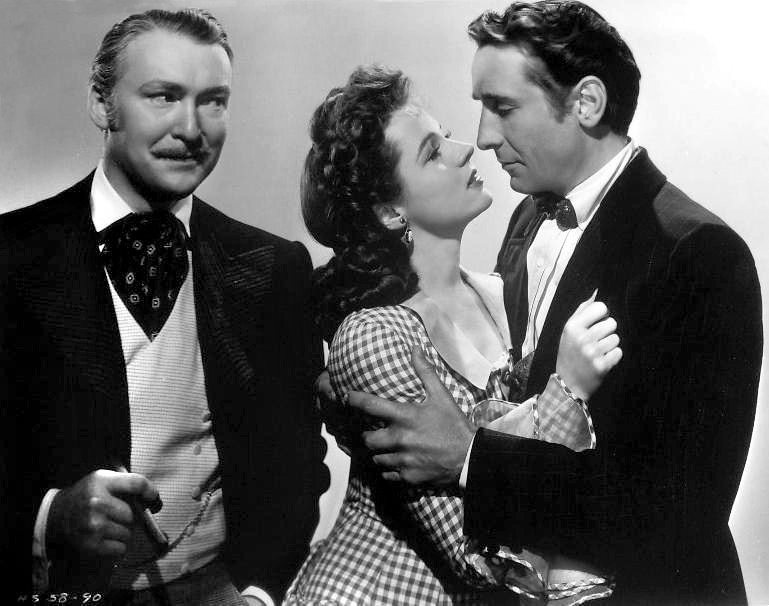
Albert Dekker, Jane Wyatt e Victor Jory em fotografia de divulgação do filme